# Spolek slovenských spisovatelů

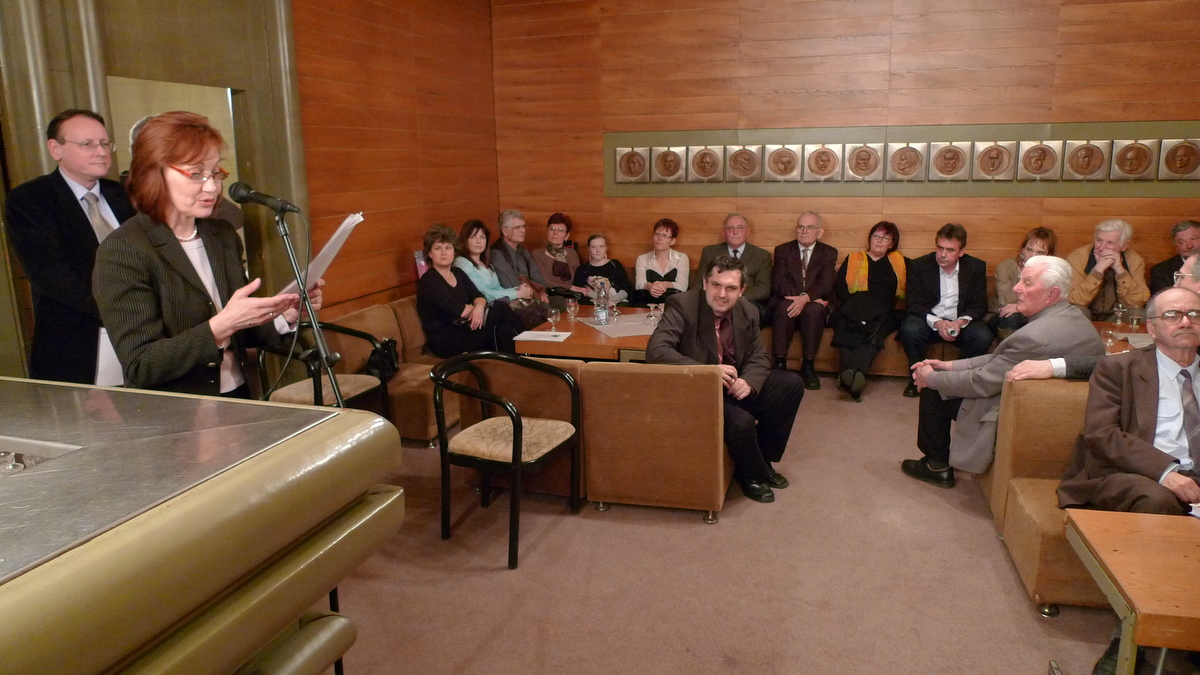
Spisovatelé v Klubu slovenských spisovatelů

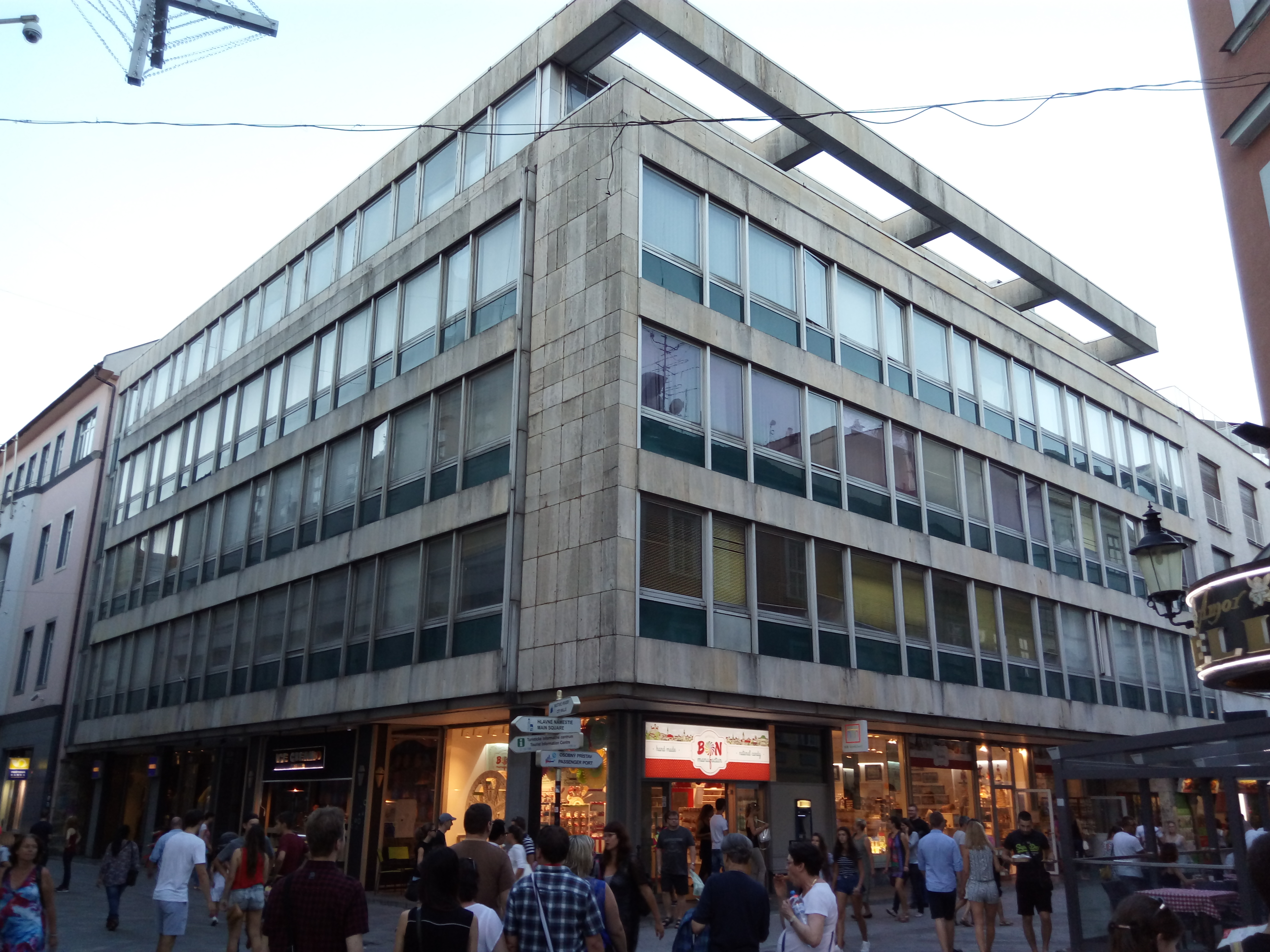
Sídlo AOSS a Spolku slovenských spisovatelů v Bratislavě na Laurinské 2

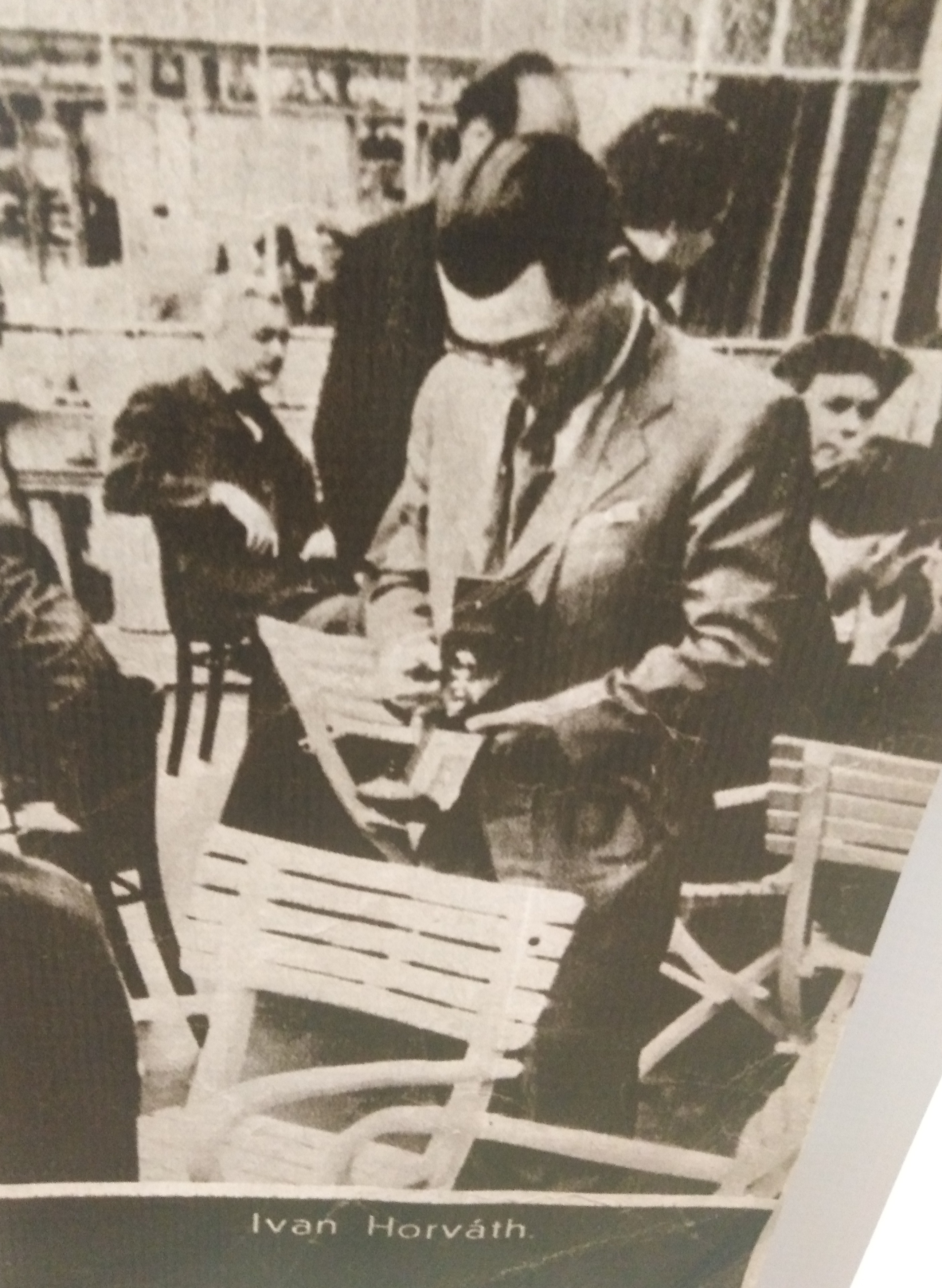
Ivan Horváth,Kongres slovenských spisovatelů

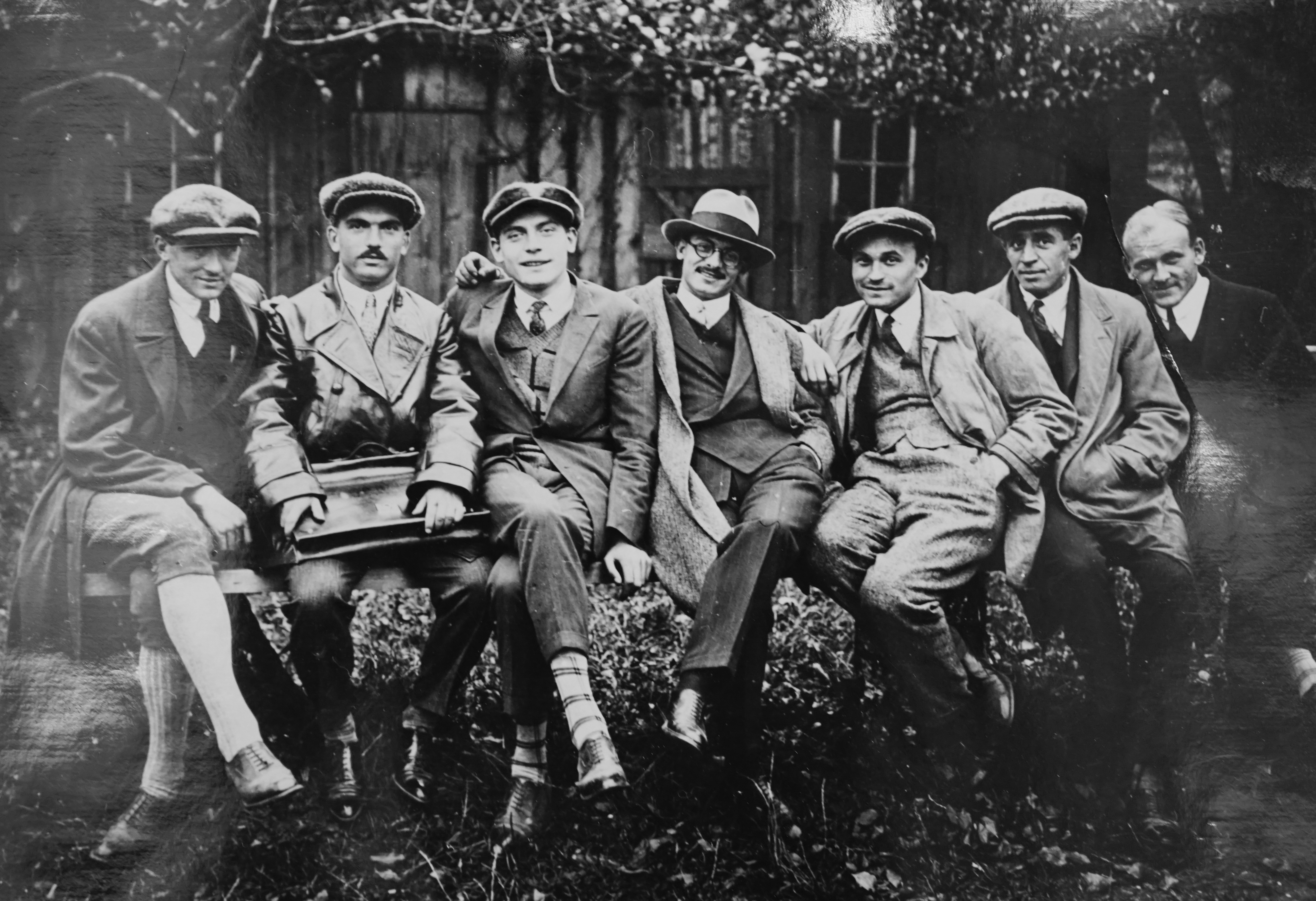
Slovenští spisovatelé (zleva druhý Emil Boleslav Lukáč, třetí Ladislav Novomeský a čtvrtý Ivan Horváth)

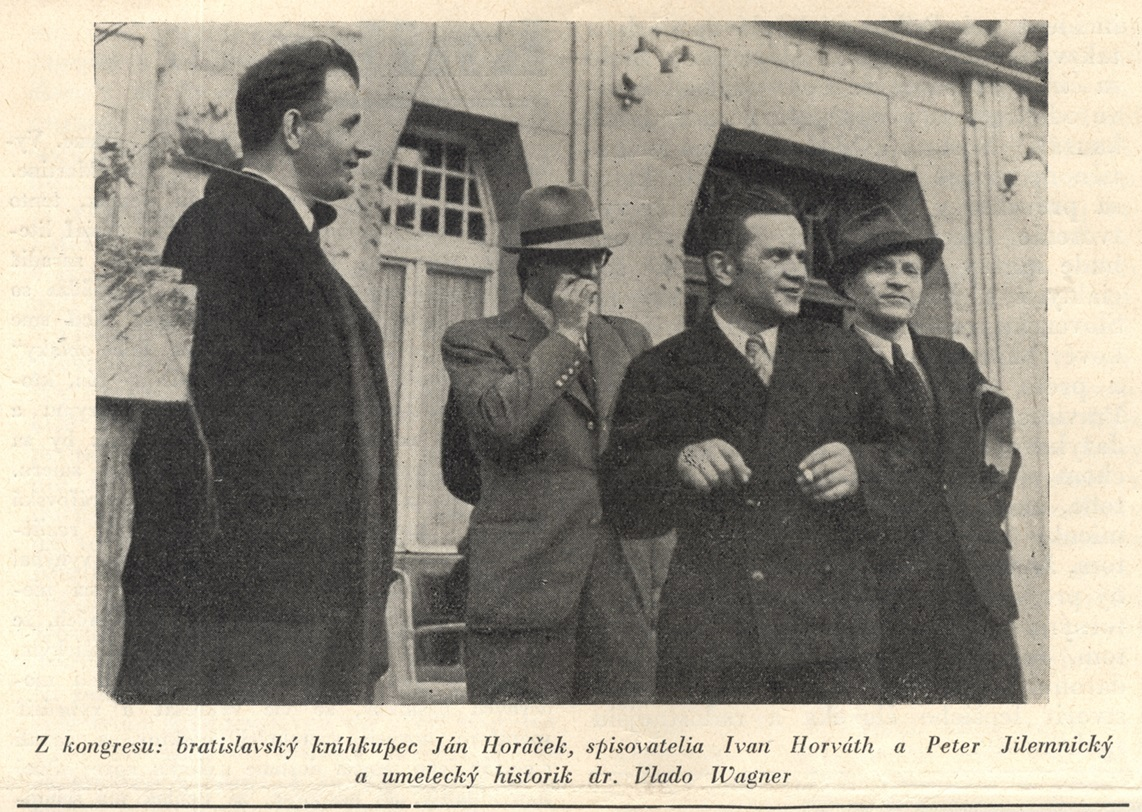
Bratislavský kníhkupec Ján Horáček, spisovatelé Ivan Horváth a Peter Jilemnický a umělecký historik dr. Vlado Wagner na prvním Kongresu slovenských spisovatelů

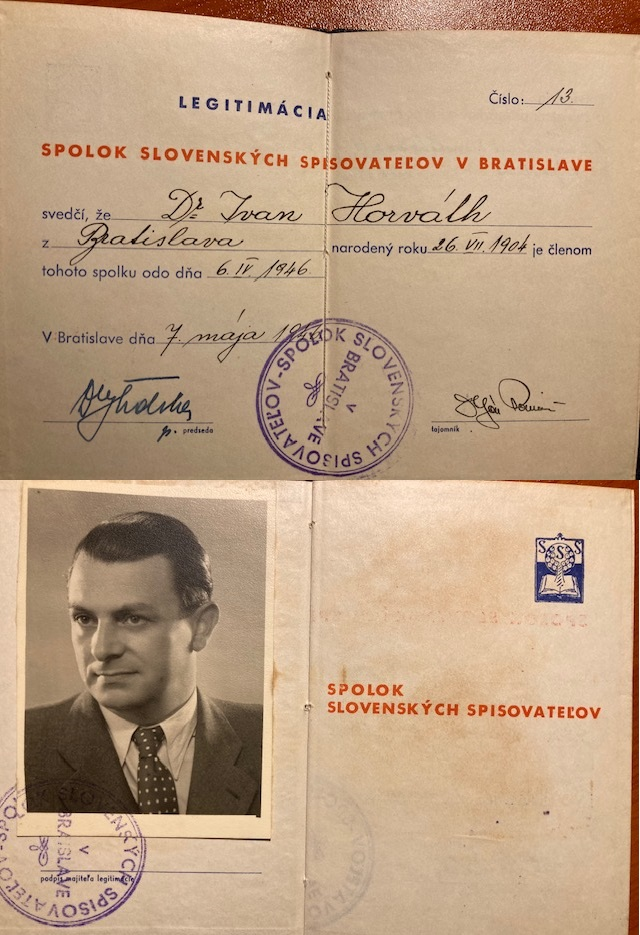
Legitimace člena

Spolek slovenských spisovatelů (slovensky Spolok slovenských spisovateľov) je občanské sdružení s celostátní působností, jehož tradice sahají do roku 1923 a které reprezentuje vrcholné hodnoty a osobnosti slovenské literatury. Spolek slovenských spisovatelů vydává dvě odborná periodika: Literárny týždenník a časopis pro mladou literaturu a umění Dotyky. V centru zájmu Spolku slovenských spisovatelů je podpora tvorby a vydávání slovenské původní a překladové literatury, podpora a ochrana jejích autorů a vydávání literárních časopisů a udělování cen.
Mezi předsedů, čestných předsedů a tajemeníků Svazu slovenských spisovatelů a Spolku slovenských spisovatelů v minulosti patřily osobnosti jako Ivan Krasko (1923, zakladající člen spolku), Vavro Šrobár (1923, předseda), Janko Jesenský (1930 – 1939), Valentín Beniak (1939 – 1945), Ladislav Novomeský (1945 – 1948), Ján Poničan (1949), Michal Chorváth (1949 – 1950), Milan Lajčiak (1950 – 1954), Ctibor Štítnický (1950 – 1956), František Hečko (1954 – 1956), Andrej Plávka (tajemeník 1957 – 1963, předsedou 1969 – 1982), Karol Rosenbaum (1963 – 1964), Vojtech Mihálik (1965, 1967 – 1969), Miroslav Válek (1967 – 1968, 1988  – 1990), Rudolf Chmel (předseda Svazu slovenských spisovatelů 1969 – 1982, tajemník Svazu česko-slovenských spisovatelů 1975 – 1982), Ladislav Ballek (tajemník 1984 – 1989), Ján Solovič (tajemník 1971 – 1983; vedoucí 1984 – 1989), Ladislav Tažký (čestný předseda od 1990), Jaroslav Rezník (1990 – 1993, čestný predseda od 2013), Ján Tužinský (1993 – 1995, 1999 – 2003, 2007 – 2013), Vincent Šikula (1997 – 1999), Milan Ferko (1995 – 1997), Pavol Janík (předseda 2003 – 2007, tajemník 1998 - 2003 a 2007 - 2013), Peter Jaroš (2013, čestný predseda). Od roku 2013 do 2021 byl předsedou Miroslav Bielik.
Od roku 2021 do roku 2025 byl předsedou Boris Brendza a tajemníkem Štefan Cifra. Brendza byl odvolán na mimořadném sněmu v roce 2025 a nahrazen Dušan Mikolajem.

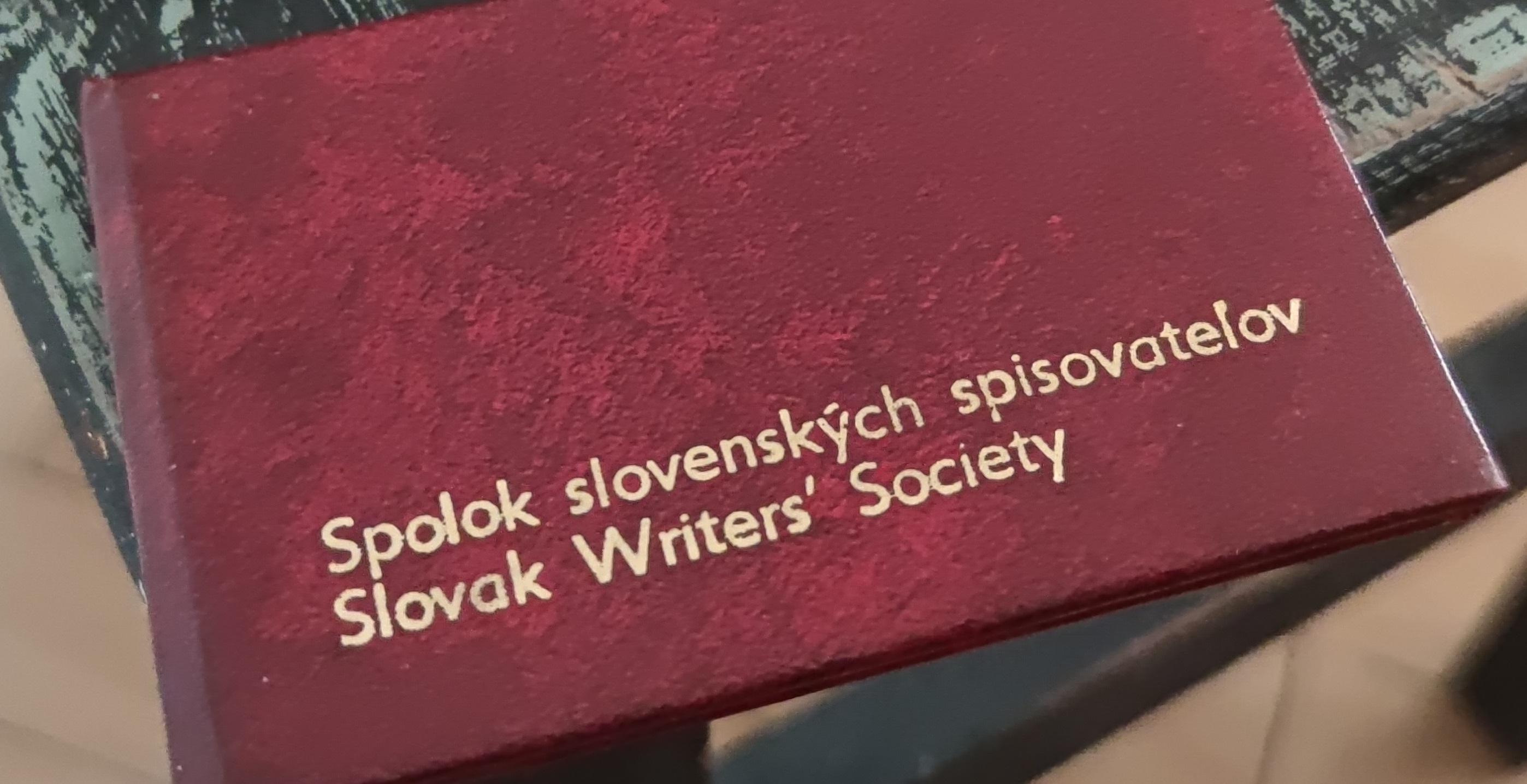
Členský preukaz

Významnou historickou událostí Spolku slovenských spisovatelů byl Kongres slovenských spisovatelů (1936) v Trenčianských Teplicích. Kongres byl založen na sjednocování uměleckého fronty bez ohledu na politickou, konfesionální, generační, teritoriální, národní či národnostní příslušnost - na bázi šíření humanistického poselství národní literatury a kultury a jejich otevírání se světu. Kromě 53 členů Spolku slovenských spisovatelů se na něm zúčastnilo 100 pozvaných hostů.
Po roce 1948 by součástí Svazu československých spisovatelů, jako jeho slovenská sekce. 11. 6. 1969 se stal samostatnou organizací. Vzhledem k potřebě koordinace mezinárodní reprezentace v oblasti literatury se na ustavujícím sjezdu v Praze 8. a 9. 12. 1977 opět sloučil se ZČSS. ZSS také vydával několik literárních časopisů - Slovenské pohledy (1952 - 89), Kulturní život (1950 - 68), Mladá tvorba (1956 - 70), Meridiány (v angličtině, němčině a ruštině, 1977 - 89), Literární týdeník (1988 - 90) a Dotyky (1988 - 90). Mimořádný sjezd ZSS 7. 12. 1989 v Bratislavě vedl k následnému organizačnímu rozložení na bázi politických, názorových, generačních, konfesních, žánrových a etnicko-národnostních kritérií. Nástupcem ZSS se stal obnovený Spolek slovenských spisovatelů. Šest z několika postupně vznikajících menších autorských seskupení se sdružilo v Asociaci organizací spisovatelů Slovenska (AOSS).
Spolek slovenských spisovatelů má regionální struktury (odbočky) v Banské Bystrici, Košicích, Nitře, Trnavě, Ostravě a Prešově.
Spolek slovenských spisovatelů sídlil na Laurinské 2 v Bratislavě. Sekretariátu Spolku slovenských spisovatelů je na období modernizace budovy přemístěn do náhradních prostor na Michalské ul. 18 - 20, 3. patro, Bratislava.

## Periodika

### Literární týdeník

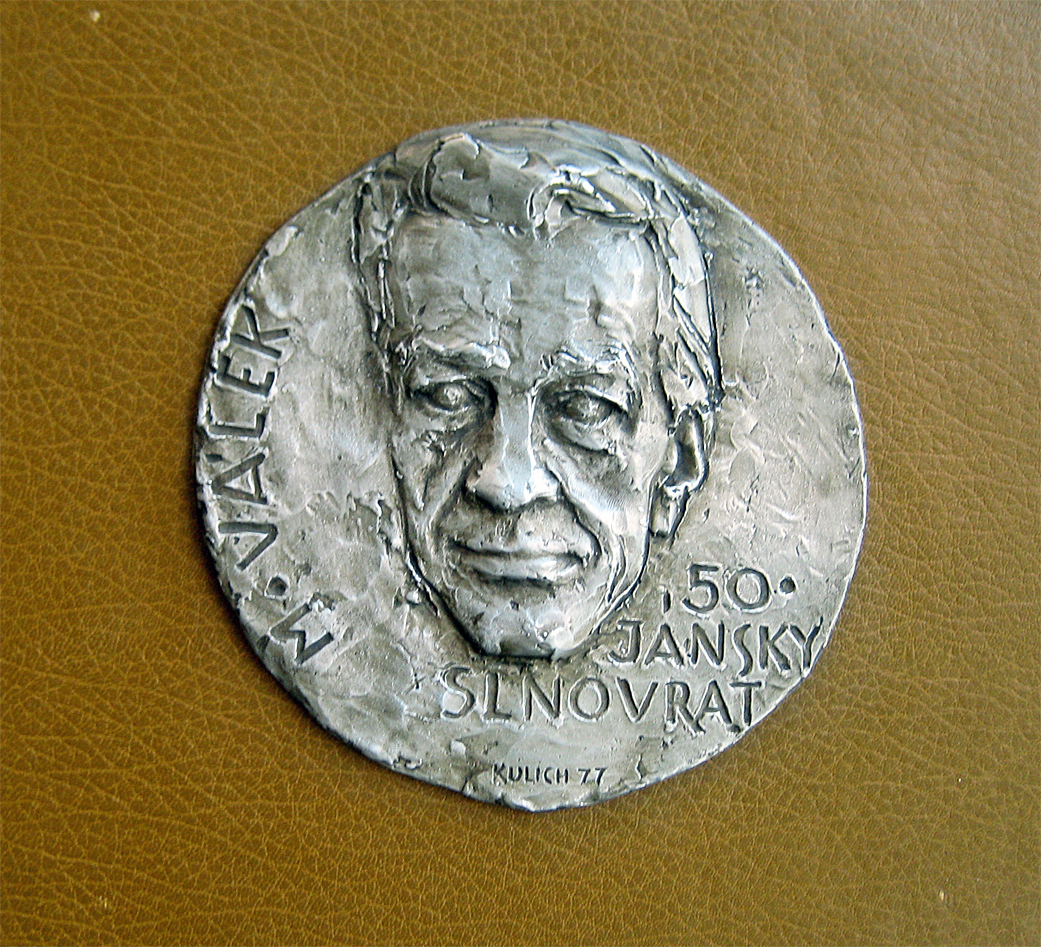
Literární týdeník vznikl také z iniciativy ministra kultury Miroslava Válka

Literární týdeník vznikl v roce 1988 jako časopis Svazu slovenská spisovatelů. Jeho zakládajícím a prvním šéfredaktorem byl Vincent Šabík, literární vědec, kulturologie, germanista a překladatel. Časopis vznikl z iniciativy tehdejšího ministra kultury SSR a básníka Miroslava Válka. Redakce Literárního týdeníku v době jeho založení v roce 1988: Vincent Šabík, Ivan Štrpka, Peter Birčák, Miloslav Blahynka, Edmund Hladký, Zuzana Jarošová, Ľuboš Jurík, Marcela Košťálová, Viktor Maťuga, Dana Podracká, František Sternmüller, Darina Šimečková, Blanka Šulavíková, Jozef Urban, Peter Gomolčák, Igor Cibula, Sergej Michalič, Peter Valček. Redakční radu Literárního týdeníku v době jeho založení v roce 1988 tvořili Vojtech Mihálik, Peter Andruška, Alfonz Bednár, Pavel Dvořák, Ľubomír Feldek, Lajos Grendel, Karol Horák, Mikuláš Kováč, Marusja Ňachajová, Rudolf Svoboda, Ján Solovič, Ivan Sulík, Vincent Šabík a Ján Šimonovič.  V současnosti je šéfredaktorem pověřeným vedením redakce Literárnyho týždenníku Štefan Cifra, redakci tvoří zakladatel časopisu Vincent Šabík, Pavol Dinka, Alexander Halvoník a Ján Tazberík.
Mezi pravidelné přispěvatele patří autoři jako Pavol Dinka, Petr Žantovský, Peter Mišák, Ján Maršálek, Dušan Mikolaj, Silvia Mária Fecsková, Ľubomír Pajtinka, Milan Kenda, Hana Košková, Viliam Apfel, Milan Zelinka, Etela Farkašová, Jaroslav Rezník, Stanislav Hvozdík, Martin Vladik, František Ruščák, Daniela Suchá, Eva Sisková, Peter Gossányi, Ľubomír Kotrha, Lenka Mihová, Miroslav Demko, Milan Kupecký, Jozef Bily, Viera Švenková, Jozef Mikloško, Vlado Javorský, Ľuboš Jurík, Marta Germušková, Teofil Klas, Lukáš Perný, Erik Germuška, Marián Klenko a další.

### Dotyky
Dvouměsíčník pro mladou literaturu a umění Dotyky je tištěným periodikem pro mladé začínající umělce na Slovensku. Dotyky samostatně vycházejí od roku 1989.

## Ocenění
Spolek uděluje následující ocenění:
- Cena Milana Rúfusa za poezii
- Cena Ladislava Ťažkého za prózu
- Cena Alexandra Matušku za literární vědu a esejistiku
- Cena Vladimíra Ferka za literaturu faktu
- Cena Márie Ďuríčkovej za literaturu pro deti
- Cena Kláry Jarunkovej za literaturu pro mládež

## Vydavatelství

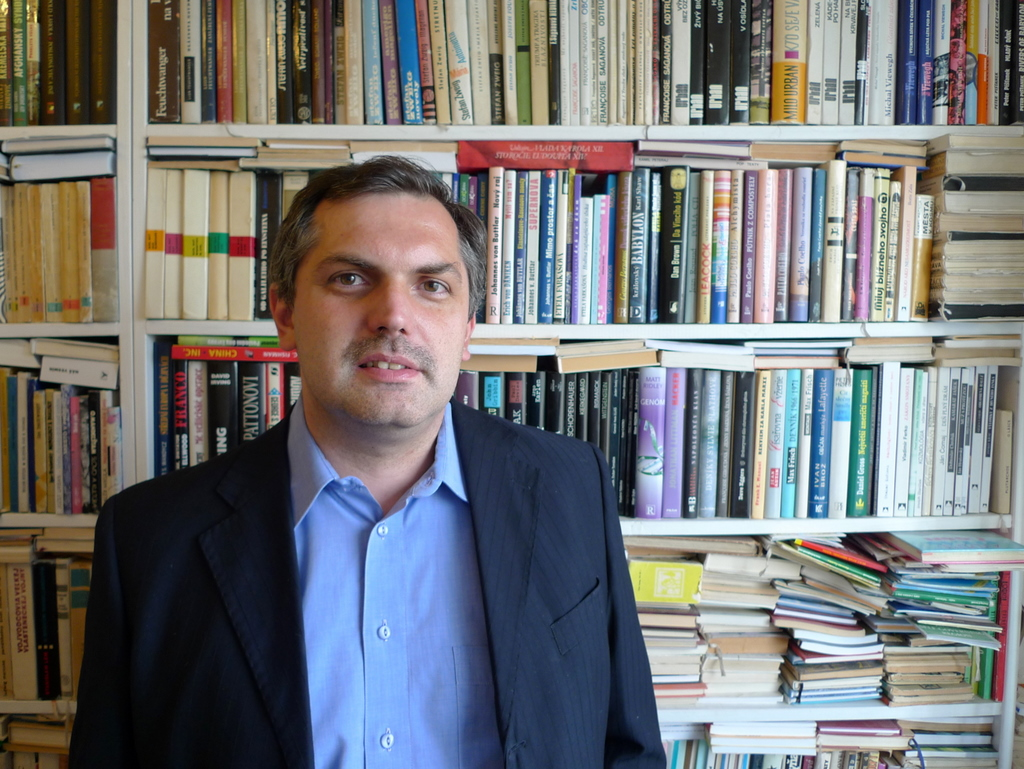
Současný vedoucí vydavatelství, Roman Michelko

Vydavatelství Spolku slovenských spisovatelů vydává ročně desítky knižních publikací původní i překladové tvorby.
Vydavatelství vedl do zvolení za poslance Národní rady Slovenské republiky v roce 2023 Roman Michelko.
V průběhu své existence získalo vydavatelství řadu významných ocenění jako Cena Anasoft Litera (Scénář Etely Farkašové), Cena Jána Hollého za nejlepší literární překlad roku (překlad Otakara Kořínka, Promluv, paměti Vladimira Nabokova), Cena Literárního fondu (Anton Hykisch, Věřte císaři), Cena PEN klubu (Jaroslav Klus, Pseudologia phantastica), Literární cena Všeobecné úvěrové banky (Pavol Janík, Niekto ako boh) a mnoho laureátů Ceny Ivana Kraska.
Vydavatelství vydalo díla významných slovenských spisovatelů jako Etela Farkašová, Vojtech Mihálik, Dalimír Hajko, Rudolf Fabry, Rudolf Dilong, Pavol Janík, Miroslav Válek, Laco Novomeský, Ľudo Ondrejov, Leopold Lahola, Gejza Vámoš, Štefan Moravčík, Ladislav Ťažký, Ján Beňo, Anton Hykisch a další.
Vydavatelství také vydává díla klasiků jako Sofokles, Marcus Aurelius, H. G. Wells, Vladimir Nabokov, Jean-Jacques Rousseau, Stefan Zweig, Henryk Sienkiewicz, Tommaso Campanella, Aldous Huxley, Francis Bacon, Alexander Sergejevič Puškin, Thomas More, Michel de Montaigne, Thomas Bernhard a Jean Arthur Rimbaud.
V rámci edice Pohledy za horizont vydali řadu děl významných světových myslitelů jako Noam Chomsky, Peter Singer, Ulrich Beck, David Schweickart a Fritjof Capra.

### Vydané knihy

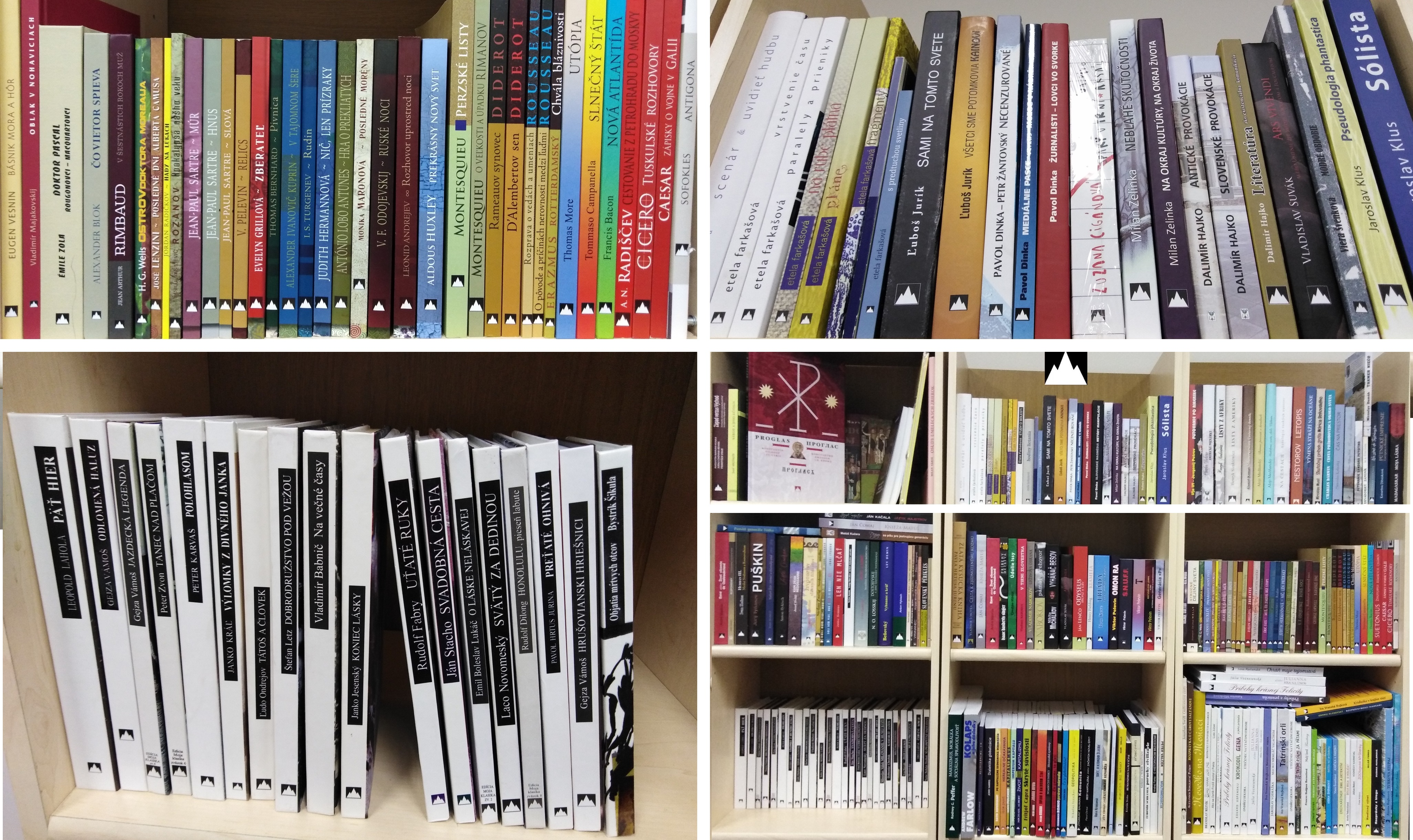
Knihy vydané Vydavatelstvím Spolku slovenských spisovatelů

#### 2022
- Milan Zelinka: Slzy bieleho úhora Jozef Mikloško: Sedem statočných na siedmich pahorkoch Ríma
- Miroslav Koštálová: Ateliér
- Etela Farkašová: O tichu, pomalosti a iných hodnotách
- Ondrej Klenovský: Drak Ula a iné uletené rozprávky
- Mária Čechovičová-Ochabová: Les a jeho čaro
- Heinrich Heine: Eseje o náboženstve a filozofii[45]
- Dmitrij Sergejevič Merežkovskij: 14. december
- Tamara Šimončíková Heribanová: Prípad Erich Kästner: Lyrikou proti totalite (Roky odporu 1923 - 1933)
- Erich Kästner: Konferencia zvierat
- Mária Čechovičová-Ochabová: Les a jeho čaro
- Pavol Dinka: Planéta na rázcestí

#### 2021
- Eduard Chmelár: Rekonštrukcia slovenských dejín. Formovanie slovenskej identity[46][47][48][49][50]
- Viktor Pelevin: OMON RA
- Zuzana Cigánová: Dosť dobrý dom
- Pavol Dinka: Príbehy Skalického rubína a Skalického trdelníka
- Mária Čechovičová-Ochabová: Kráľovstvá v zajatí stríg
- Helena Dvořáková: Zvonenie (Môj život s mailom)
- Miroslav Demák: Nepopieraj netopiera
- Marta Hlušíková: Žena našívajúca záplaty
- Milan Hodál: Láskobranie
- Milan Zelinka: Neblahe skutočnost
- Ľuboš Jurík: Sami na tomto svete (Slovenský erotikon)[51][52][53]

- Jozef Mikloško: Strieborná ruža
- Miroslav Robert Kame: Z viacerých rán
- Igor Mirović: Návrat do Logosa
- Eva Sisková: Až za horizont
- Viera Švenková: Dámska volenka[54]
- Ján Tazberík: Viditeľnosť záhrady: Veľké sklo
- Na cestách: Antológia ruských autorov

#### 2020
- Proglas[55]
- Etela Farkašová: Záchrana sveta podľa G.[56][57][58][59][60][61][62][63][64][65]
- Charles Dickens: Americké poznámky[66][67][68][69][70]
- Milan Zelinka: Na okraj kultúry, na okraj života[71][72][73][74][75][76]
- Urs Widmer: Peniaze, práca, strach a šťastie[77][78][79][80][81][82][83]
- Bojan Angelov: Diaľavy: Vybrané básne[84][85]

- Tommaso Campanella: Slnečný štát[86][87][88][89][90][91][92]
- Zuzana Cigánová: Všetko, čo viem[93]
- DUNÍ DUNAJ...: Antológia slovenskej poézie o Dunaji[94]
- Ján Lazar: Budovanie základov slovenskej štátnosti[95]
- Miroslav Majerník: Dragún jeho veličenstva[96][97]
- Henryk Sienkiewicz: Americké rozprávky[98][99][100]
- Vladislav Suvák: Ars vivendi alebo Umenie žiť medzi Sokratom a Foucaultom [101][102][103]
- Nenad Šaponja: Vyzerám, teda nie som[104]
- Martin Vladik: Šesťdesiat básní[105][106]
- Alexander Halvoník: Generačníci: Prózy z rokov 1990 – 2020[107][108]
- Ján Fekete-Apolkin: Balada o Polárii
- Ján Mičko: Asébia: umenie pamäte
- Zlata Matláková: Trvalky[109][110]
- Jaroslav Klus: Sólista[111][112][113][114]
- Blažej Belák: Scherzo amabile
- Jozef Darmo: Advent života
- Goran Ɖorđević: Smederevo
- Jana Štefánia Kuzmová: V mesačnom oratóriu alebo Čas čakania
- Milan Abelovský: Teta Mona s Lízou[115]
- Miroslav Majerník: Dragún jeho veličenstva
- František Ruščák: So sebou a s vami[116]
- Milovan Vitezović: Štekanie na hviezdy
- Martin Chudík: Za tajomstvom očí
- Teofil Klas: Algoritmické zratúvanie (Verše z rokov 2017 až 2020)[117]
- Peter Mišák: Modrá trikolóra
- Sándor Petöfi: Putovanie Sándora Petöfiho: Cestopisné poznámky a Listy z ciest[118][119]
- Lena Riečanská: Chráň moje tajomstvá
- Viera Švenková: Horské zákruty[120]
- Viera Švenková: Lesné ticho
- Viera Cifrová: S ľudovou piesňou v srdci: Spevník autorských ľudových piesní: Spomienky na piesne z Kysúc: Autobiografia.[121]
- Sona Veliyeva: Svet, kde sme sa stretli ty a ja
- Martin Prebudila: Všetko je svetlo

#### 2019
- Milan Abelovský: Biela osnova
- Lucian Alexiu: Svetlo z diaľky
- Andrea Trusková: Odtiene svetla[122]
- Keve Tom: Triáda[123][124]
- Otakar Kořínek: Na skok do Toskánska [125][126]
- Radoslav Rochallyi: Mythra invictus: O údele človeka[127][128]
- Antológia súčasnej maďarskej poézie: Všetko je poézia
- Antológia Veľký pán Dunaj
- Andrea Trusková: Odtiene svetla[129]
- Matija Bećković: Ešte sme neskončili...
- Viera Benková: Studňa: Výber z poézie
- Miroslav Bielik: Čas večne prítomný[130]
- Anton Blaha: Ako som zachránil dedičstvo Kennedyovcom[131][132]
- Miroslav Daniš: Naboso
- Jozef Darmo: Súhvezdie dúhy
- Pavol Dinka: Stretnutia s krutým partnerom[133][134][135][136][137][138][139][140][141][142]
- Katarína Džunková: Pútnické impresie Európou a Ruskom
- Etela Farkašová: Hodiny lietania[143][144][145][146][146][147]
- Etela Farkašová: Scenár a Uvidieť hudbu
- Henry Fielding: Klamela
- Stanislav Háber: Smerovník žmýka pyžamu
- Dalimír Hajko: Literatúra ako existenciálna komunikácia[148][149][150][151]
- Jozef Hnitka: Dovidenia, Erika, Medailón, Toreadori[152]
- Robert Hakala: Mierne trafené blues[153][154]
- Milan Hodál: Užívam si
- Vladimír Majakovskij: Oblak v nohaviciach[155]
- Jana Šimulčíková: Lyrika do kufríka[156][157][158][159][160][161][162][163]

#### 2018
- Mats Traat: Tanec okolo parného kotla
- Henryk Sienkiewicz: Listy z Ameriky[164][165]
- Henryk Sienkiewicz: Listy z Afrika[166]
- Aldous Huxley: Prekrásny nový svet[167][168]
- Lena Riečanská: Niečo ti pošepkám
- Ondrej Klenovský: Rozprávky medzi riadkami
- Kristián Straka: Humanizmus na plytčine
- Anton Pižurný: Biela skrinka: Chlapci zo Schubertovej ulice
- Peter Gustáv Hrbatý a Ján Jendrichovský: Apokalyptická dráma alebo scenáre divadelných počinov[169]
- Ivan Petrovič: Adresát neznámy
- Etela Farkašová: Scenár a Uvidieť hudbu[170][171]
- Thomas Bernhard: Pivnica[172][173]
- Stanislav Háber: Úsmevy z pekla
- Martin Prebudila: No tak, usmej sa...
- Hana Košková: Odprevadiť záveje[174]
- Renáta Bojničanová: Kolovrat[175][176][177][178][179]
- Katarína Mikolášová: Príbehy z prameňa
- Karol Lovaš, Alojz Lorenc: Je štátny prevrat, na víkend domov neprídem...[180]
- Igor Daniš: Nereálne očakávania: Ekonomika, politika, spoločnosť, migrácia, vzdelávanie[181][182][183]
- Gabriela Rochallyi & Radoslav Rochallyi: Arété[184]
- Mária Bátorová: Už
- Francis Bacon: Nová Atlantída[185][186][187][188][189]
- Alexander Sergejevič Puškin: Rozprávka o cárovi Saltánovi[190]
- Viera Švenková: Anička je veľkáčka
- Karel Klatt: Květ se větrem uklání včelám
- Vojtech Mihálik: Brána[191][192]
- Pavol Dinka, Petr Žantovský: Slovensko-české, česko-slovenské NECENZUROVANÉ eseje a úvahy[193][194]
- Zuzana Cigánová: Šampanské, káva, pivo, Špaky v tŕní a Aksál
- Nikita Michalkov: Vyháňač besov: Rusko medzi minulosťou a budúcnosťou
- Dalimír Hajko: Slovenské provokácie: Príbehy úzkostí a nádejí[149][195][196]
- Etela Farkašová: S predtuchou svetliny[197][198][199]
- Sergej Makara: Na klávesoch vetra lístie šelestí
- Adam Puslojić: Somnabulia balkanica
- Arkady Fiedler: Madagaskar – moja láska: Planúca dedina Ambinanitelo[200]
- Radoslav Rochallyi: Mechanika všednosti
- Julia Voznesenská: Julianna alebo Hra na únos
- Marek Kupčo: Lovec hriechov
- Viera Švenková: Modré obdobie
- Czesłav Miłosz: Údolie Issy
- Miroslav Pius: Kronika zabudnutých pocitov (Dejiny našej krčmy)
- Jaro Vlnka: Podvečer v Saigone[201]
- Ognjan Gerdžikov: Nebol som politikom
- Iveta Zaťovičová: Príď v májovú nedeľu
- Ján Čomaj: Knieža Matúš: Rozprávanie o živote a diele profesora Matúša Kučeru a výber z jeho štúdií a článkov[202]
- Herbert George Wells: Stručné dejiny sveta[203]
- Kol. autorov: Refrény času: Antológia súčasnej slovenskej a českej poézie/Antologie současné české a slovenské poezie[204]
- Milka Zimková: Nerieš to[205]
- Miroslav Musil: Skutočný príbeh grófa Mórica Beňovského (2. vyd.)[206]
- Iva Vranská Rojková: Tatrínski orli
- Nestorov letopis: Povesť o dávnych časoch na ruskej zemi
- Martin Chudík: Precitnúť
- Radomir Uljarević: Čierna skrinka
- János Erdödy:  Výmena stráží na oceáne
- Viktor Pelevin: Generácia P[207]

#### 2017
- Thomas More: Utópia [208][209][210][211][212][213]
- Ivan Negrišorac: Výstava oblakov
- Zoran Đerić: Nové devínske elégie
- Viktor Pelevin: Mafusailova lampa alebo Extrémna bitka čekistov so slobodomurármi[214][215]
- Vladimir Nabokov: V tieni zlovestna[216]
- Dalimír Stano: Očistec/Purgatorio[217]
- Erich Kästner: Malý muž
- Viera Švenková: Modrý encián[218]
- Mats Traat: Tanec okolo parného kotla
- Teofil Klas: Gorazdov odkaz
- Jean Arthur Rimbaud: V šestnástich rokoch muž (rozšírený výber z poetickej tvorby)[219][220]
- Jana Melcerová: Žmúrim do tmy
- René Kaminský: Kým som s tebou nebol
- Silvia Gelvanicsová: Divé maky
- Jozef Darmo: Krehká ako srieň
- Katarína Džunková: Veterné mesto
- Viera Švenková: Anička má farbičky
- František Juriga: Ajhľa, človek
- Gabriela Rothmayerová: Ako mladnú muži
- Peter Mišák: Alicine psy[221][222][223]
- Pavol Dinka: Láska k moci a moc lásky[224][225][226][227]
- Katja Schneidtová: Nezvládneme to[228][229]
- Jozef Špaček: Pascalov tieň[230]
- Miroslav Bartoš: Deň, aký ti patrí
- Miroslav Demák: Takmer niečo medzi nami a dejinami
- Alexander Blok: Čo vietor spieva[231][232]
- Viera Benková: Tri ženy, dvaja muži a ja...
- Etela Farkašová: Scenár[233][234][235][236][237][238][239][240][241][242][243][244][245]
- Miroslav Musil: Skutočný príbeh grófa Mórica Beňovského[246][247]
- Johann Wolfgang Goethe: Cesta do Talianska[248][249]
- Lena Riečanská: Sladkých štrnásť s horkou príchuťou
- Ľudo Farkaš: Vŕba
- Tibor Kočík: Rok zasvätenca
- Jaroslav Klus: Pseudologia phantastica[222][250]
- Jeremija Lazarević: Kľúč od rozostavaného domu
- Jozef Darmo: Tmavý chlieb (Podoby domova)
- Iveta Zaťovičová: Malinové roky
- Ismail Kadare:  Kronika v kameni
- Jozef Darmo: Čas s Tebou
- Janka Kupala: Ktože to tam ide?
- Katarína Mikolášová: Sonáta pre Zem
- Margita Ivaničková: S tromi psami za pätami
- Maria Nurowska: Tvoje meno ťa predchádza...
- Ondrej Klenovský: (Ne)Zabudni(te) na Zabudnutie

#### 2016
- Ireney Baláž: Čas hmatu (ako voňajú sny)
- Zachary Karabašliev: 18 % sivej[251]
- Soňa Ferencová: Objímanie letokruhov
- Dalimír Hajko: Antické provokácie
- Hana Košková: Repujúci grep
- Ján Fekete Apolkin: Tajný denník pozemšťana
- Ján Tazberík: Svetlo a iné stroje[252]
- Jozef Špaček: Od slova do SLOVA (Recenzie a príležitostné texty)
- Ondrej Kalamár: Vstup na vlastné bezpečie
- Emil Vontorčík: Bitka pri Viedni 1683: Stret civilizácií kresťanského kríža a moslimského polmesiaca[253]
- Zuzana Kuglerová: HRAJ (sa so mnou)
- Jerry Harris: Dialektika globalizácie: Ekonomický a politický konflikt v nadnárodnom svete
- Harald Stiffel: Lenka a sedem psychopatov
- Iva Vranská Rojková. Krídluška v krajine sietí
- René Kaminský: Srdečná krajina
- Ján Beňo: Stratená romanca
- Stanislav Háber: Administrátor hry len miluje
- Kamila Balcová: O vodníkovi Chňuchňukovi
- Blažej Belák: Hrnčiarovo pole
- Alojz Nociar: Posledná salva (svetla)
- Anton Blaha: Sme čakárenská generácia
- Jozef Urban: Život je frajer, ale ja som väčší
- Viktor Pelevin: T
- František Juriga: Pre tvoje mŕtve oči
- Stanislav Háber: Ariadnin dážď nesie absurdity
- Sofokles: Antigona
- Štefan Moravčík: Moravianska Venuša
- Miroslav Daniš: Krehké z kameňa
- Anton Hykisch: Verte cisárovi
- Viera Švenková: Anička má prázdniny
- Daniel Bodický: Jesenné mesto
- Lena Riečanská: Som, aká som!
- Iveta Zaťovičová: Tiene babieho leta
- Erich Kästner: 35. máj alebo Konrád cvála do Oceánie
- Lev Demin: Beňovský. Vyhnanec a kráľ
- Augustín Marián Húska, Juraj Chovan-Rehák, František Vnuk: Západ verzus Východ: Kresťansko-slovenský a európsky pohľad na súperenie Západu a Východu
- Radomír Andrić: Až na jednu vec
- Eva Fordinálová: Odklínanie Vajanského: K 100. výročiu úmrtia
- Viktor Vejnik: Dva svety – dve vedy alebo Prečo verím v Boha
- Viera Švenková: Hra o perly
- Zuzana Cigánová: AKSÁL
- Viera Švenková: Deň je krátky
- Jozef Darmo: Pečate v kameni
- Vladimír Lobotka: Cesta k zjednotenému kozmu
- Katarína Koláriková-Koňariková: Medzi riadkami

#### 2015
- Iva Vranská Rojková: Láska v tieni vojny
- Alexander Marčan: Začiatky bigbítu na Kysuciach
- Berco Trnavec: Kamasutra live
- Blažej Belák: Slovo robí človeka (Glosy o jazykovej kultúre)
- Juraj Svoboda: Dali nám viac, ako (sme) si mysleli (III)
- Peter Schneider: Lásky mojej matky
- Gejza Vámoš: Hrušovianski hriešnici[254]
- Nikolaj Starikov: Geopolitika: Ako sa to robí
- Viliam Marčok: Svetová Klára Jarunková
- Maxim D. Šrajer: Bunin a Nabokov. Príbeh súperenia
- Felix Salten: Bambiho rodinka
- Vladimir Nabokov: Lužinova obrana
- Vladimíra Komorovská: Utešená família
- Ján Labáth: Diaľky a iné
- Janko Alexy: Prózy
- Erik Ondrejička, Barbara Paulovičová: Abecedári[255]
- Viktor Pelevin: S.N.U.F.F.
- Pavol Dinka: Skalické búdy – príbehy o vinohradníkoch a víne[256]
- Tomáš Tepper: Príbehy strojvodcu Tobiáška
- Anton Blaha: Manderla a Modrý Maurícius
- Martin Chudík: Cestovný (ne)poriadok
- Etela Farkašová: Paralely a prieniky
- Martina Grmanová: Chiméra
- Zuska Stožická: Mamut farby malinového lekváru
- Štefan Moravčík: Chcete vidieť zlatú Bratislavu?
- Ondrej Štefanko: Neviditeľné krídla
- Jozef Markuš: Ľudovít Štúr, štúrovci a slovenský osud (1815 – 2015)
- Mirko S. Božić: Fľaky na jej rukách
- Viera Švenková: Anička a smejko
- Dragan Jovanović Danilov: Moje presné vidiny
- Zita Zimová: A žili sme... ďalej: Kniha zo života o živote
- Štefan Moravčík: Vruby do medu
- Milan Vároš: Osudy umeleckých zbierok
- Pavol Čarnogurský: Súboj s komunizmom 2
- Viera Švenková: Hry vetra
- Viera Benková: Herbár zeme
- Jozef Vladár, Viliam Turčány: Venuše slovenského praveku
- Ján Čomaj: My a čas
- Roman Michelko: Slovenská republika v rokoch 1939 – 1945[257]
- Silvia Gelvanicsová: Anam cara
- Andrew Farlow: Kolaps a jeho dôsledky
- Richard Tarnas: Vášeň západnej mysle
- Stanislav Háber: Mám malý kúsok raja slabých
- Erich Kästner: Emil a tri dvojčatá
- Miroslava Dudková: Pokrčené verše
- Matúš Kučera: Dejiny sa píšu pre jestvujúcu generáciu
- Iva Vranská Rojková: Davidov odkaz
- Stanislav Háber: Zmením ak sa teším
- Berco Trnavec: Veselica

#### 2014
- Štefan Cifra: Čo s takým človekom
- Júlia Voznesenská: Lancelotova púť
- Andrej Chudoba: Svedectvá a spomienky
- Mikuláš Kováč: Všetci ste v mojom srdci prítomní
- Mária Bátorová: Medzi ideálom a ničotou
- Ivan Thurzo: Rozpomienky. V slovenskej národnej rade
- Ján Tazberík: Spodný bod svetla
- Erik Ondrejička, Barbara Paulovičová: Abecedári
- Veronika Krásnohorská: Vo vetre života
- Etela Farkašová: Vrstvenie času[258]
- Teodor Križka: Blížence z krížnych ciest
- Ellen Meiksinsová Woodová: Impérium kapitálu
- Július Balco: Vodnícky karneval
- Viera Švenková: Anička – múdra hlavička
- Iva Vranská Rojková: Krídluška v krajine stratených detí
- Víťazoslav Hronec: Príkre svahy
- Martin Prebudila: 3 bodky v dvoch vytiach...
- Ján Kačala: Jazyk majstrov
- Viera Švenková: Hory na dosah
- František Michalovič (editor): Eugen Vesnin: Básnik mora a hôr
- Ingrid Lukáčová: Blíženec les
- Berco Trnavec: Kaligramy
- Milan Abelovský: Čerešne v hanebnej ulici
- Feďo Výrostko: Vo vlastnej sieti
- František Juriga: Žiť cudzí život
- E. T. A. Hoffmann: Diablové elixíry
- Martin Vlado: SEDEMNÁSŤ NULA ŠTYRI
- Stanislav Háber: BABYLONSKAAA SI LAAASKA
- Peter Mišák: Stanice
- Vladimir Nabokov: Pamäť, prehovor
- Rodney G. Peffer: Marxizmus, morálka a sociálna spravodlivosť[259][260]
- Júlia Voznesenská: Kasandrina cesta alebo Dobrodružstvá s cestovinami
- Jozef Hvišč: Henryk Sienkiewicz: Život a literárna tvorba
- Viera Švenková: Rýchlokurz sebaobrany

#### 2013
- Iva Vranská Rojková: Konštantínov sokol
- H. G. Wells: Ostrov doktora Moreaua[261]
- Jaroslav Vodrážka: Macko Mrmláč valachom
- Martin Chudík: Ukryté v dotykoch
- Viera Švenková: Počúvaj vietor

#### Do 2013 (výběr)
- Marcus Aurelius: Myšlienky k sebe[262]
- Michael Albert: Naša nádej, život bez kapitalizmu[263]
- Pavol Dinka: Besy kapitalizmu alebo začiatok novej éry?[227]
- Denis Diderot: D`Alembertov sen
- James Fulcher: Kapitalizmus (Veľmi stručný úvod)
- Ladislav Ťažký: Moji majstri
- Laco Zrubec: Posledný hriech
- Vladimir Odojevskij: Ruské noci[264]
- Ivan Sergejevič Turgeněv: Rudin[265]
- Alojz Medňanský: Dávne povesti o hradoch[266]
- Alojz Medňanský: Malebná cesta dolu Váhom [267]
- Jean-Jacques Rousseau: Rozprava o vedách a umeniach[268]
- Jean-Jacques Rousseau:O pôvode a príčinách nerovnosti medzi ľuďmi[269]
- Stefan Zweig: Svedomie proti násiliu alebo Castellio proti Kalvínovi[270]
- Noam Chomsky: Imperiálne ambície [271]
- Noam Chomsky: Čo povieme, to platí [272]
- Noam Chomsky, David Barsamian: Mocenské systémy [273]
- Peter Singer: Jeden svet - Etika globalizácie[274]
- Peter Singer: Spisy o etickom žití[275]
- Pavel Rozkoš: Jozef Gregor Tajovský: V povedomí Nadlačanov
- Fritjof Capra: Skryté súvislosti [276]
- Eduard Chmelár: Rozprava o zjednotení ľudstva[277]
- Gejza Vámoš: Jazdecká legenda
- Štefan Moravčík: Motýle muky lásky
- Friedrich Romig: Práva národa[278]
- Mark Bauerlein: Najhlúpejšia generácia[279]
- David Schweickart: Ekonomická demokracia[280][281][282]
- Alena Bartlová a Ivan Thurzo: Slovenský Perikles (Náčrt životnej cesty Milana Hodžu, prvého slovenského predsedu vlády ČSR)
- Milan Hodža a Jozef Škultéty: Polemika o československom rozkole
- Miroslav Válek: Jesenná láska[283]
- Pavol Janík: Zašifrovaná jeseň
- Gabriela Rothmayerová: Vtedy na Východe
- Viliam Turčány: Prsteň
- Laco Zrubec: Zomrel dva razy (Petrovič - Petöfi)
- Judit Hermann: Nič len prízraky
- Zygmunt Bauman: Komunita (Hľadanie bezpečia vo svete bez istôt)[284]
- Michel de Montaigne: Eseje[285]
- Dalimír Stano: Diabolské balady
- Pavol Hrtus Jurina: Preťaté ohnivá
- Leopold Lahola: Päť hier
- Peter Kubica: Supermarket sv. Hildy[286][287]
- Andrej Červeňák, Miloš Ferko, Dalimír Hajko a Ján Tužinský: Rozjímanie o veľkom inkvizítorovi (F. M. Dostojevskij)[288]
- Ladislav Ťažký: Amenmária-Samí dobrí vojaci
- Ulrich Beck: Čo je globalizácia (Omyl globalizmu - Odpovede na globalizáciu) [289]
- Milan Abelovský: Zľutovnica
- Ivan Horváth: Život s Laurou
- Ľudo Ondrejov: Tátoš a človek
- Laco Novomeský: Svätý za dedinou[290]
- Miroslav Válek: Milovanie v husej koži[291]
- Augustín Maťovčík: Slovník slovenských spisovateľov 20. storočia
- Pavol Janík: Satanovisko
- Peter Zvon: Tanec nad plačom
- Vincent Šabík: Diskurzy o estetike
- Rudolf Dilong: Honolulu, pieseň labute[292]
- Rudolf Fabry: Uťaté ruky[293]
- Vladimír Mináč, Dana Podracká: Paradiso[294][295]

Všechny tituly 2015 až 2013 